# Spirulinaceae
Spirulinaceae é uma família de cianobactérias, que constitui a única família da ordem monotípica Spirulinales, uma agrupamento taxonómico caracterizado pela formação de agregados em forma de tricomas espiralados.